# Марданов, Мустафа Ашум оглы
Мустафа Ашум оглы Марданов (азерб. Mustafa Haşım oğlu Mərdanov; 10 марта 1894, Меренд — 12 декабря 1968, Баку) — азербайджанский советский актёр театра и кино. Народный артист Азербайджанской ССР (1943). Брат кинорежиссёра Самеда Марданова.

## Биография
Мустафа Марданов родился 10 марта 1894 года в городе Меренд в Иранском Азербайджане. В 1916 году окончил 3-ю Тифлисскую мужскую гимназию. С 1922 по 1924 год учился в Московском государственном институте театрального искусства.
Сценическую деятельность начал в 1910 году в Тифлисском мусульманском драматическом кружке. Первыми его ролями в театре были роли Гаджи Ганбара («Из-под дождя, да под ливень» Наджаф-бека Везирова), Карамали («Гаджи Кара» Мирзы Фатали Ахундова), Адхам («Надир-шах» Наримана Нариманова). С 1921 по 1922 год Марданов был директором Тифлисского азербайджанского театра.
С 1924 года выступает на сцене Азербайджанского государственного драматического театра. Здесь он создал ряд образов произведений азербайджанской, русской и западной драматургии. Мустафе Марданову были присущи тонкий юмор и комизм. Яркая народная комедийность сочеталась в искусстве Марданова с тонким юмором и иронией. Мустафу Марданова окружали великие актёры Азербайджана, такие как Аббас Мирза Шарифзаде, Сидги Рухулла, Агасадых Герайбейли, Алескер Алекперов, у которых он многому научился. Лучшими его ролями считаются Атакиши, Имамверди («Севиль», «В 1905 году» Джафара Джаббарлы), Хлестаков («Ревизор» Николая Гоголя), Лука («На дне» Максима Горького), Шмага («Без вины виноватые» Александра Островского), Полоний («Гамлет» Уильяма Шекспира), Швандя («Любовь Яровая» Константина Тренёва), Сганарель («Дон Жуан» Мольера) и др.
Мустафа Марданов был одним из первых и известных азербайджанских киноактёров. Роль «Муздур Гулу» была первой ролью М.Марданова в фильме «Бисмиллах». Этот фильм был первой режиссёрской работой Аббаса Мирзы Шарифзаде, который был образцом немого кино (1925). Мустафа Марданов сыграл в таких фильмах как «Во имя Бога», «Гаджи Гара», «Севиль», «Лятиф», «Бакинцы», «Кендлиляр», «Сабухи», «Чёрные камни», «Утро», «Встреча», «Где Ахмед?» и др. Широкую популярность Марданову принесла сыгранная им роль интеллигента Гасан-бека в фильме «Не та, так эта». Первой значительной ролью М.Марданова в кино является роль Карамали в фильме «Гаджи Гара». В целом, в большинстве фильмов снятых с конца 20-х по начало 30-х годов М. Марданов получал роли. О высоком актёрском таланте Мустафы Мардвнова свидетельствует фильм, снятый его братом известным кинорежиссёром Самедом Мардановым «Крестьяне» в котором М. Марданов исполнял две противоположные друг другу роли.
В 1943 году был удостоен звания Народного артиста Азербайджанской ССР. С 1945 года — член КПСС. С 1962 по 1968 год Марданов был председателем Азербайджанского театрального общества. Перевёл ряд пьес на азербайджанский язык. В 1959 году в Баку была издана его книга «50 лет на азербайджанской сцене (мои воспоминания)».
Скончался актёр 12 декабря 1968 года в Баку. Похоронен на Аллее почётного захоронения.

## Фильмография
- Агасадых Герайбейли (фильм, 1974)
- Театральные художники Азербайджана (фильм, 1966)
- Бакинцы (фильм,1938)
- Бахтияр (фильм, 1955)
- Бисмиллах (фильм, 1925)
- Где Ахмед? (Фильм, 1963)
- Труд и роза (фильм, 1962)
- Фатали Хан (фильм, 1947)
- Встреча (фильм, 1955)
- Хаджи Гара (фильм, 1929)
- 26 Комиссаров (фильм, 1932)
- Крестьяне (фильм, 1939)
- Ради закона (фильм, 1968)
- Черные камни (фильм, 1956)
- Лятиф (фильм, 1930)
- На разных берегах (фильм, 1926)
- Не та, так эта (фильм, 1956)
- Ромео мой сосед (фильм, 1963)
- Севиль (фильм, 1929)
- Сабухи (фильм, 1941)
- Утро (фильм, 1960)
- Дом на Вулкане (фильм,1929)
- Новый горизонт (фильм,1940)

## Награды
- орден Трудового Красного Знамени (22.07.1949 и 09.06.1959)
- ещё два ордена
- медали
- народный артист Азербайджанской ССР (17.06.1943)
- заслуженный артист Азербайджанской ССР (05.1935)

## Память
- Одна из улиц Баку называется Братья Мардановы в память о Мустафе Марданове и его брате Самеде Марданове.